# Lleonard Frescobaldi (polític)
Lleonard Frescobaldi (Florència, 6 de novembre del 1324 - després del 1413) fou un polític, escriptor i viatger florentí que escrigué Viaggio in Egitto e in Terrasanta, un relat del seu viatge a l'Orient Pròxim.
Originari de Florència, del barri de Santo Spirito i el gonfanó del Nicchio, era un plançó de la il·lustre nissaga dels Frescobaldi, fill de Nicolau (dit de Sammontana) de Guiu di Lapo i de Magdalena di Lapo de Florentí Pulci.
El primer esment de Lleonard es remunta al 30 d'octubre del 1353, quan fou multat per haver insultat el comte de Guido Frescobaldi. El 1357 dictà testament a favor de la seva mare i el 19 de febrer del 1358 la seva mare dictà el seu propi testament a favor dels Frescobaldi.

### Carrera política
El 1360, amb la intermediació de la signoria, Lleonard feu les paus amb el seu cosí Guiu Frescobaldi. El 1361 li fou encomanat el reclutament de tropes per al comú a la comarca de Florència. L'any següent ocupà el càrrec de comissari a Empoli i Montelupo, on fou condemnat per alliberar presoners. Tanmateix, no trigà a demostrar la seva innocència i obtenir la cancel·lació de la sentència.
El 1363 esdevingué caporal de la compagnia di ventura del Cappelletto i participà en una mediació entre aquesta companyia i el comú de Todi. El 1364 feu una donació de terreny a l'església de Sant Pere del Mont, a Carmignano. Aquell mateix any i l'octubre del 1367 estigué implicat en dos atacs, un contra Cacio del Mannaia i l'altre contra Joan del difunt Francesco «de Biliottis». El 1369 forní avals financers per a diversos membres de la seva família que aspiraven a càrrecs públics. El 1373 fou responsable de la gestió dels impostos i el 1377 fou podestà de Colle Val d'Elsa, a més de contribuir a la fundació d'un monestir per a converses a Fiesole.
El 22 de gener del 1379, juntament amb dinou altres personalitats influents, s'uní al moviment «del poble» per recuperar els drets civils. El 28 de febrer, seguint el procediment establert, assumí el cognom Del Palagio, que l'endemà canvià a Rinieri di Callerotta. Abandonà el vell escut familiar (dividit en or a dalt i en roig a baix amb tres rocs d'argent) per un de nou amb un griu roig sobre camp blanc. El 1381 fou autoritzat a tornar al seu nom i escut familiars. Afegí a aquest últim un escut d'argent amb una creu roja, símbol del poble florentí. Aquell mateix any formà part del govern dels Cinquanta-dos, un òrgan de govern dels arti maggiori. Al principi de l'any següent fou ambaixador a Bolonya per il·lustrar les reformes institucionals de Florència. El mateix any, juntament amb Guiu Del Palagio i Jordi Gucci, fou ambaixador a Fojano i Arezzo per tractar l'alliberament d'Arezzo de les tropes d'Alberic da Barbiano i Villanuccio da Brunforte, seguint l'encàrrec de Joan Caracciolo, vicari de Carles III, rei de Nàpols.

### Viatge (1384-1385)
Segons exposa en el mateix relat, durant aquesta missió, el protagonista, Lleonard, i el seu company Del Palagio decidiren emprendre un viatge a Terra Santa, projecte al qual s'afegí Gucci. Més endavant, Del Palagio mudà de parer. Andreu de Francesco Rinuccini, germà de Cino Rinuccini, partí amb Frescobaldi i Gucci. El viatge durà des del 10 d'agost del 1384 fins al juliol del 1385, quan tornaren a Florència.

### Retorn a Florència i a la vida política
El 1385, Frescobaldi fou ambaixador a Pescia i Città di Castello.
El 1386 és esmentat com a podestà de Todi, fet no confirmat pels documents oficials. El 1387 fou enviat en una missió de pau, davant dels Malatesta de Rímini i dels Polenta de Ravenna. El 16 de juliol del mateix any, fou un dels ambaixadors destinats a Siena per mirar de sufocar una revolta del comú de Montepulciano contra els sienesos, però la missió fracassà. El 1387 també fou nomenat oficial i reformador de l'Estudi Florentí. El 1388 fou nomenat ambaixador per negociar una aliança amb els comuns llombards contra els Visconti. El 1389 rebé nous encàrrecs: al gener a Perusa amb Braccio Fortebracci i al novembre a Venècia. Aquestes tasques estaven relacionades amb la creació de la coalició contra els Visconti.
El 15 d'abril del 1390, fou nomenat «batlle» de Montepulciano per assumir el control de la ciutat, que s'havia tornat a alçar contra els sienesos i s'havia sotmès voluntàriament als florentins. En completar aquest encàrrec, fou elevat al rang de cavaller de la Signoria i posteriorment enviat al papa Bonifaci IX.
El 1390 fou nomenat comissari de guerra a Val di Pesa, una contrada en la qual tenia interessos personals, i participà en les operacions militars contra Giangaleazzo Visconti. El 1392 fou destinat com a orador a Lucca per convèncer la població d'afegir-se a la lliga anti-Visconti. El 1395 fou comissari en camp contra la ciutat de Castrocaro. El 1396 fou ambaixador al condottiero Cecchino Broglia da Trino per persuadir-lo d'unir-se al papa i els florentins. El desembre del mateix any fou nomenat comissari de guerra per al Valdarno inferior, però aviat fou cridat de nou per esdevenir ambaixador al papa Bonifaci IX, a qui reiterà la lleialtat dels florentins en la disputa del cisma. Així mateix, resolgué una discrepància entre els Alberti i Pere d'Ascoli. El 1397 fou nomenat altra vegada comissari en camp durant la contínua guerra contra Giangaleazzo, aquesta vegada davant de Bernardone della Serra.

### Últims anys
El 20 de juny del 1398, Frescobaldi tornà a Roma per a negociacions de pau amb els Visconti i per impedir la transferència del bisbe de Florència, Onofre dello Steccuto Visdomini, amic de Frescobaldi, a una altra seu.
A banda d'algunes afirmacions no contrastades, no hi ha proves que Frescobaldi participés en el setge de Pisa del 1405. El 7 de novembre del 1408 acceptà el càrrec de podestà d'Orvieto en nom del seu fill Tomàs, que en aquell moment estava absent de Florència. El 1409 dictà un testament que nomenava com a hereus el seu fill Tomàs i l'hospital de Santa Maria Nuova.
L'últim esment de Lleonard Frescobaldi es remunta al 20 de juliol del 1413, quan donà un oratori a fra Carles dels comtes de Monte Granelli, fundador dels jerònims a Fiesole.
No es coneix la data exacta de la seva mort, però devia ser poc després del 1413. Segons Borghini, hauria estat sebollit a la capella de Santa Maria dei Lambertucci, a l'església de l'Esperit Sant de Florència, que seria destruïda per un incendi el 1471.